# Juventude Socialista Europeia
Os Jovens Socialistas Europeus (JSE/YES), anteriormente a Organização da Juventude Socialista da Comunidade Europeia (ECOSY), são uma associação de organizações juvenis social-democratas na Europa e na União Europeia . 
YES é a organização da juventude do Partido dos Socialistas Europeus (PSE) e é uma organização irmã da União Internacional da Juventude Socialista (IUSY). A sede da organização é Bruxelas . 
O estado de membro pleno é mantido no Fórum Europeu da Juventude (YFJ), que opera nas áreas do Conselho da Europa e da União Europeia e trabalha em estreita colaboração com esses dois órgãos. 

## História
A YES foi fundada como Organização da Juventude Socialista da Comunidade Europeia (ECOSY) em novembro de 1992 em Oegstgeest/Haia. O comité preparatório foi composto por Philip Cordery (MJS, França), Joris Jurriëns (JS-PvdA, Países Baixos), Jens Geier (Jusos, Alemanha), Giustina Magistretti (Itália) e Pascal Smet (Bélgica). Antes de 1992, as atividades europeias eram coordenadas dentro da IUSY, especialmente na Reunião de Líderes Europeus. A fundação do ECOSY foi controversa. Em particular, os austríacos e os suecos promoveram uma organização europeia, incluindo membros não pertencentes à UE. A Juventude Socialista Europeia, fundada em paralelo, era apenas uma organização fraca, pouco tempo depois renomeada como Comité Europeu, um dos comités continentais da IUSY. O nome da organização foi alterado para Jovens Socialistas Europeus (YES) no 11º Congresso em Bommersvik em 2013. 

## Organizações afiliadas

### Membros
- Albânia — Forum of Eurosocialist Youth of Albania (FRESSH)
- Albânia — Youth Movement for Integration (LRI)
- Arménia — Հայկական Երիտասարդաց Դաշնակցութիւն (ՀԵԴ)
- Áustria — Sozialistische Jugend Österreich (SJÖ)
- Áustria — Verband Sozialistischer StudentInnen Österreichs (VSStÖ)
- Bélgica — Jongsocialisten
- Bélgica — Mouvement des Jeunes Socialistes (MJS)
- Bósnia e Herzegovina — Forum Mladih SDP / Social Democratic Youth (SDY)
- Bulgária — Европейска лява младежка алтернатива (ЕЛМА) / European Left Youth Alternative (ELYA)
- Bulgária — Младежко Обединение БСП (МБСП) / BSP Youth Union (BSPYU)
- Croácia — SDP Youth Forum (FM SDP)
- Chipre — EDEK Youth
- Chipre — Republican Turkish Party (CTP) Youth
- Chéquia — Mladí Sociální Demokraté (MSD)
- Dinamarca — Danmarks Socialdemokratiske Ungdom (DSU)
- Estónia — Social Democratic Youth (SDY)
- Finlândia — Social Democratic Youth (SDY)
- Finlândia — Sosialidemokraattiset Opiskelijat (SONK)
- França — Mouvement des Jeunes Socialistes (MJS)
- Alemanha — Jusos in der SPD
- Grécia — PASOK Youth
- Hungria — Societas – Young Left
- Islândia — Ungir Jafnaðarmenn (UJ)
- Irlanda — Labour Youth
- Itália — Giovani Democratici (GD)
- Itália — it:Federazione dei Giovani Socialisti (FGS)
- Letónia — Jauniešu organizācija Restart.lv
- Lituânia — Lithuanian Social Democratic Youth Union (LSDYU)
- Luxemburgo — Jeunesses Socialistes Luxembourgeoises (JSL)
- Malta — Forum Zghazagh Laburisti (FZL)
- Montenegro — Youth Council of Democratic party of socialists (YCDPS)
- Montenegro — SDY Montenegro
- Países Baixos — Jonge Socialisten in de PvdA (JS)
- Macedónia do Norte — Social Democratic Youth (SDY)
- Polónia — Federacja Młodych Socjaldemokratów (FMS)
- Portugal — Juventude Socialista (JS)
- Roménia — Tineretul Social Democrat (TSD)
- Sérvia — Democratic Youth (DY)
- Sérvia — Social Democratic Youth (SDY)
- Sérvia — League of Social Democrats of Vojvodina Youth (LSVO)
- Eslováquia — Mladí sociálni demokrati (MSD)
- Eslovénia — Mladi forum Socialnih demokratov (Mladi forum SD)
- Espanha — Joventut Socialista de Catalunya (JSC)
- Espanha — Juventudes Socialistas de España (JSE)
- Suécia — Sveriges Socialdemokratiska Ungdomsförbund (SSU)
- Suécia — Socialdemokratiska Studentförbundet (SSF)
- Suíça — JungsozialistInnen Schweiz / Jeunesse socialiste suisse / Gioventù Socialista Svizzera (JUSO/JS/GS)
- Turquia — CHP Gençlik Kolları
- Reino Unido — Labour Students
- Reino Unido — Young Labour
- Reino Unido (Northern Ireland) — SDLP Youth
- Reino Unido — Young Fabians (YF)

### Observadores
Além dessas 52 organizações membros plenos, há 13 membros observadores 
- Bielorrússia — Маладыя сацыял-дэмакраты - Маладая Грамада (МСД-МГ) / (MSD-MH)
- Chipre — Αγώνας / Agonas
- Geórgia — Jovens Socialistas Geórgia (YSG)
- Ilhas Faroe — SU Faroe Islands
- Israel — Jovem Meretz, Meretz Juventude
- Hungria — Democratic Dynamism Hungary
- Itália — Sul-Tirolesa Democrático Europeu de Juventude (STEDY)
- Líbano — Progressiva Organização de Juventude (PYO)
- Noruega — Arbeidernes ungdomsfylking (AUF)
- Palestina — Fatah Juventude
- Rússia — Российский социал-демократический союз молодёжи (РСДСМ) / Social-Democrata russo União da Juventude (RSDYU)
- Tunísia — Jeunes Socialistes Démocrates (JSD)
- Ucrânia — SD Platform
- Ucrânia — União dos Jovens Socialistas (SMS)

## Presidentes
Desde a fundação do ECOSY, em 1992 até 1997, a presidência girou simultaneamente com a Presidência da UE 
- 1992 Tracy Paul (Trabalho Jovem)
- 1993 Henrik Sass Larsen (Danmarks Socialdemokratiske Ungdom)
- 1993 Ronald Gossiaux (Mouvement des Jeunes Socialistes / Bélgica )
- 1994. /. (Neolaia Pasok)
- 1994 Reinhold Rünker (Jusos in der SPD)
- Renaud Lagrave 1995 (Mouvement des Jeunes Socialistes)
- 1995 Martin Guillermo (Juventudes Socialistas de Espanha)
- Paco-Luis Benitez (Juventudes Socialistas de Espanha) 1995
- 1996 Vinicio Peluffo (Sinistra Giovanile)
- 1996 Mick McLoughlin (Juventude Trabalhista)
- 1997 Thomas Windmulder (Jonge Socialisten em de PvdA)

Posteriormente, o ECOSY tem um presidente eleito 
- 1997–1999 Andreas Schieder (Sozialistische Jugend Österreich)
- 1999–2001 Hugues Nancy (Mouvement des Jeunes Socialistes)
- 2001–2003 Jan Krims (Verband Sozialistischer StudentInnen Österreichs)
- 2003–2005 Anders Lindberg (Sveriges Socialdemokratiska Ungdomsförbund)
- 2005-2009 Giacomo Filibeck (Sinistra Giovanile)
- 2009-2011 Petroula Nteledimou (Neolaia PASOK)
- 2011-2015 Kaisa Penny (Demarinuoret & SONK)
- 2015-2017 Laura Slimani (Mouvement des Jeunes Socialistes)
- 2017-2019 Joao Albuquerque (Juventude Socialista)
- 2019-2023 Alicia Homs (Juventudes Socialistas de España)
- 2023-Present Enric López Jurado (Joventut Socialista de Catalunya)

## Secretários Gerais
- 1992-1997 Philip Cordery (Mouvement des Jeunes Socialistes / França )
- 1997–1999 Pau Solanilla (Juventudes Socialistas de Espanha)
- 1999–2003 Yonnec Polet (Mouvement des Jeunes Socialistes / Bélgica )
- 2003-2005 Ilias Antoniou (Neolaia Pasok)
- 2005-2009 Ania Skrzypek (Federacja Młodych Socjaldemokratów)
- Janna Besamusca 2009-2011 (Jonge Socialisten in de PvdA)
- 2011-2015 Thomas Maes (Jongsocialisten; ex Animo)
- 2015-2017 Nina Živanović (SDY em SDU)
- 2017-2019 Tuulia Pitkänen ( Sosialidemokraattiset Nuoret / Finlândia )
- 2019–2020 Maj Christensen Jensen (Danmarks Socialdemokratiske Ungdom)
- 2020–2023 Ana Pirtskhalava (Young Socialists Georgia)
- 2023–Present Sofie Amalie Stage (Danmarks Socialdemokratiske Ungdom)

## Congressos
- 1992 Oegstgeest / Haia
- 1994 Munique
- 1997 Estrasburgo
- 1999 Toledo
- 2001 Viena
- 2003 Bommersvik ( Suécia )
- 2005 Cascais ( Portugal )
- 2007 Varsóvia
- 2009 Bruxelas
- 2011 Bucareste
- 2013 Bommersvik ( Suécia )
- 2015 Winterthur
- 2017 Duisburg
- 2019 Helsinki
- 2021 Malta/Hybrid
- 2023 Barcelona

## Acampamento de verao
- 1995 Rimini ( Itália )
- 1996 Iusy Festival Bonn
- 1997 Mazagón ( Espanha )
- 1998 Viena ( Áustria )
- 1999 Livorno ( Itália )
- 2000 Iusy Festival Malmö
- 2001 Debrecen ( Hungria )
- 2002 Weißenbach ( Áustria )
- 2003 Iusy Festival Kamena Vourla ( Grécia )
- 2004 Năvodari ( Romênia )
- 2005 Figueira da Foz ( Portugal )
- Festival Iusy 2006 em Alicante
- 2007 Iusy100 Berlin
- 2008 Carpentras ( França )
- 2009 IUSY Festival Zánka ( Hungria )
- Festival Iusy de 2011 Weissenbach am Attersee ( Áustria )
- 2012 Savudrija ( Croácia ) A Declaração
- 2013 Foça ( Turquia )
- 2014 Iusy Festival Ghajn Tuffieha ( Malta )
- 2015 Santa Cruz (Torres Vedras) ( Portugal )
- 2016 Palermo ( Itália )
- 2018 Rota ( Espanha )
- 2024 Santa Cruz (Torres Vedras) ( Portugal )